# كانتيه

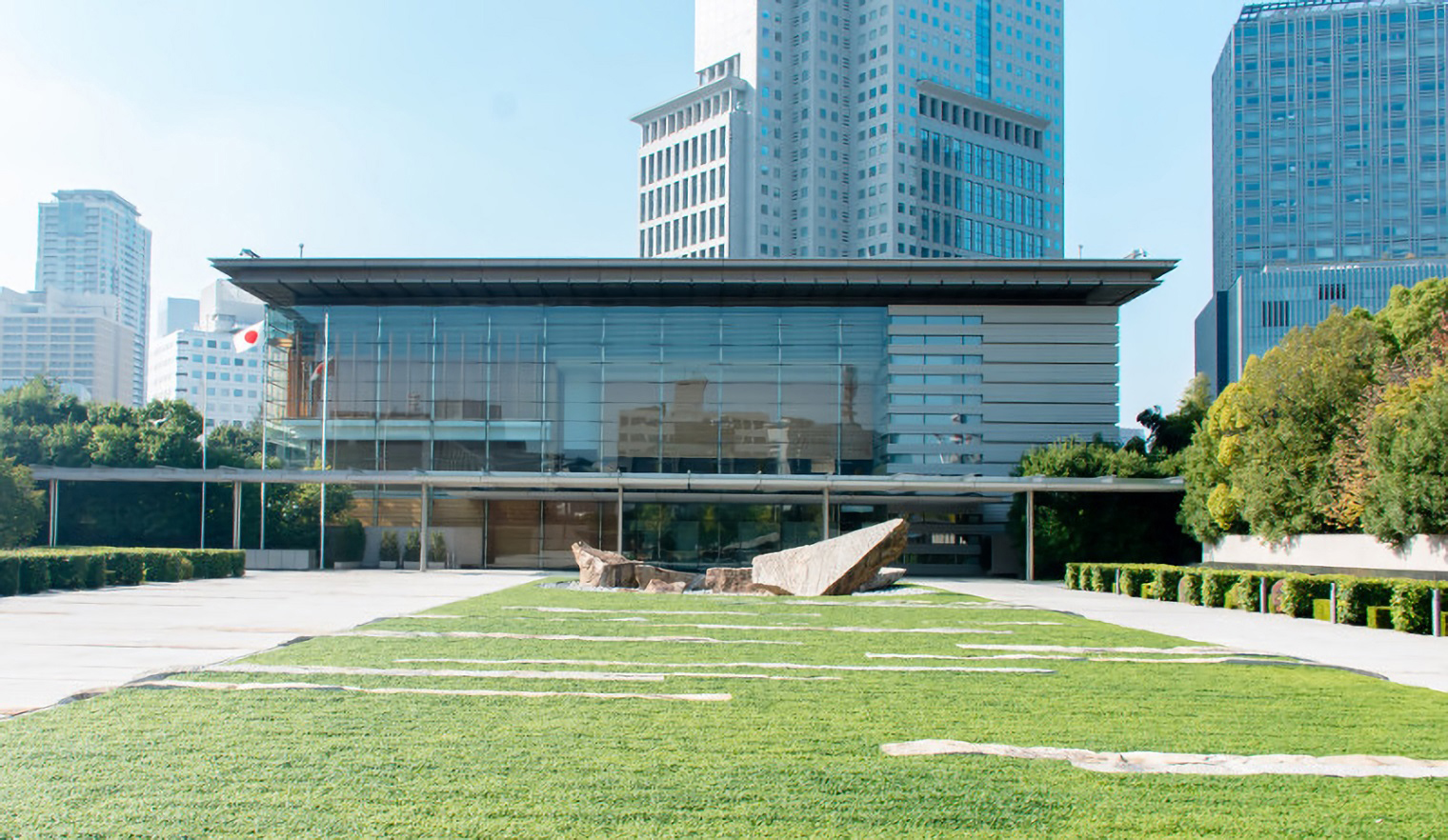
الواجهة الشرقية من الإقامة الرسمية لرئيس الوزراء

كانتيه (بالإنجليزية: Kantei)‏ (総理大臣官邸 Sōri Daijin Kantei)، هو مكتب عمل ومقر إقامة رئيس وزراء اليابان. يقع في تشيودا، طوكيو، ومجاور لمبنى البرلمان الياباني.